# (6636) Kintanar
(6636) Kintanar – planetoida z pasa głównego asteroid okrążająca Słońce w ciągu 3 lat i 153 dni w średniej odległości 2,27 j.a. Została odkryta 11 września 1988 roku w Smolyan przez Władimira Szkodrowa. Nazwa planetoidy pochodzi od Romana Lucero Kintanara (ur. 1929), filipińskiego meteorologa. Przed nadaniem nazwy planetoida nosiła oznaczenie tymczasowe (6636) 1988 RK8.